# Caso Colmenares
El caso Luis Andrés Colmenares es un proceso judicial que se llevó a cabo en Colombia por la muerte de Luis Andrés Colmenares Escobar ocurrida en Bogotá el 31 de octubre de 2010.
Luis Andrés Colmenares nació el 23 de mayo de 1990 en Villanueva, La Guajira, y era estudiante de Economía e Ingeniería Industrial de la Universidad de Los Andes de Bogotá. Apareció muerto en el caño El Virrey el 31 de octubre de 2010 después de asistir a una fiesta de disfraces de Halloween en una discoteca de la Zona Rosa de Bogotá. En su momento, la noticia no tuvo mayor trascendencia, pero la sospecha de los padres de Colmenares por los inusuales eventos que rodearon la muerte de su hijo los llevó a insistir a la Fiscalía a reabrir el caso un año después de los hechos. La investigación de la Fiscalía resultó en una nueva teoría de asesinato según la cual los sospechosos eran Laura Moreno, con quien Luis Andrés sostenía una relación, Jessi Quintero, una amiga de Luis Andrés y Carlos Cárdenas, exnovio de Laura Moreno, quien es el principal sospechoso de la Fiscalía. 
En junio de 2012, Carlos Cárdenas fue detenido y acusado del asesinato de Luis Colmenares, pero fue absuelto de toda responsabilidad cuando fue comprobado, mediante la geolocalización de su teléfono, que se encontraba en otro lugar cuando Luis Andrés murió.
Laura Moreno y Jessy Quintero fueron procesadas en otro juicio que falló a su favor en 2017 y que fue confirmado en segunda instancia en el 2021, quedando absueltas de toda culpa, después de que la defensa desvirtuara la teoría de asesinato presentada por la Fiscalía, incluyendo las controversiales fracturas en la cara de Luis Andrés Colmenares, que sí resultaron ser compatibles con una caída, y el notable escándalo de falsos testigos comprados por la Fiscalía para inculpar fraudulentamente a los acusados.
Tanto Carlos Cárdenas, como Laura Moreno y Jessy Quintero, fueron absueltos en primera y segunda instancia (recurso de apelación).
El caso capturó la atención de los medios de comunicación colombianos, donde además de una extensa cobertura en los noticieros nacionales, también se han realizado varios especiales en la televisión colombiana. El caso llegó a tener fama internacional después de que Netflix realizara el cortometraje titulado Historia de un crimen: Colmenares.

En la madrugada del 31 de octubre, el Cuerpo de Bomberos de Bogotá registró una llamada de emergencia a las 4:00 hora local (UTC-5) en la cual se reportaba la caída de una persona dentro del caño El Virrey. Luego de 30 minutos de revisión, desde las 4:47 a. m. hasta las 5:17 a. m., el equipo de bomberos no encontró nada en el lugar señalado.
Los bomberos realizaron una segunda búsqueda en la noche del mismo día de la desaparición, entre las 7:30 p. m. y las 8:20 p. m., y encontraron el cadáver del joven Luis Andrés Colmenares.
Según Moreno y Quintero, se fueron de la fiesta alrededor de las 3:15 a. m. del 31 de octubre de 2010. Supuestamente, Luis Colmenares estaba muy ansioso y se fue caminando. Jessy y Laura dijeron que lo siguieron y que Luis manifestó que tenía hambre, así que los tres fueron a comer mientras el resto sacaba la camioneta de Laura del parqueadero. Moreno y Quintero dijeron que después de ingerir un perro caliente, repentinamente y sin explicación, Colmenares "empezó a correr como un loco hacia el parque El Virrey", que estaba a unos 10 minutos a pie de la venta de perros. Jessy supuestamente permaneció en la venta de perros esperando a sus amigos mientras que Laura siguió a Luis. Según Laura, después de que intentó detenerlo varias veces, Luis cayó por la poca visibilidad a un caño del parque. Jessy dijo que fue recogida por un grupo de amigos, llamó al celular de Luis, y Laura contestó la llamada. Explicó que Laura estaba frenética y que le contó que Luis había caído al canal y que no pudo verlo más.
Oneida Escobar, mamá de Luis Andrés, fue al parque a buscar a su hijo a las 6 a. m. después de que Laura y Jessy llamaran al hermano de Luis. Escobar inicialmente buscó en hospitales y estaciones de policía. En la noche, tras la insistencia de la madre del desaparecido, Oneida Escobar, los bomberos realizaron la segunda búsqueda, hallando el cuerpo de Luis Andrés Colmenares a unos 120 metros de donde Moreno dijo que Luis había caído.  
El cuerpo fue trasladado al Instituto Nacional de Medicina Legal y el resultado de la primera autopsia mostró que Colmenares tenía una intoxicación por alcohol de grado 3, que apoyaba la teoría de una muerte accidental. 
Sin embargo, la familia Colmenares no aceptó esa teoría y logró reabrir el caso 9 meses después. Según la autopsia original realizada por la doctora Leslie del Pilar Rodríguez en el Instituto Nacional de Medicina Legal y Ciencias Forenses, Luis Colmenares sufrió una fractura en la frente. Cuando el caso se reabrió, el doctor Máximo Duque, exdirector del mismo Instituto, realizó una segunda autopsia sobre el cuerpo exhumado y encontró ocho fracturas en el cráneo. Estas ocho fracturas fueron base de la teoría de homicidio expuesta por la  Fiscalía, y que fue desvirtuada por la defensa durante el juicio, principalmente a manos del experto forense Miguel Botella López, quién indicó cómo varias de las fracturas y heridas en las vértebras, fueron ocasionadas por la negligencia del mismo doctor Máximo Duque durante la necropsia.

## Hipótesis

### Versión de Laura Moreno
Laura Moreno, una de las acompañantes de Colmenares, declaró que este se cayó accidentalmente al canal El Virrey y que el primer equipo de rescatistas que atendieron la situación revisó de manera incorrecta el lugar de los hechos, por lo cual el cuerpo no fue encontrado hasta una segunda búsqueda horas después.

### Acusación de la Fiscalía
La Fiscalía indicó que Colmenares habría sido atacado en un lugar desconocido y luego lanzado al caño donde, borracho e inconsciente, habría muerto ahogado. La Fiscalía acusó a Moreno de complicidad en el homicidio, y a Quintero de falso testimonio y encubrimiento.

## Juicio de Carlos Cárdenas
El 7 de octubre de 2014, el Tribunal Superior del Distrito de Bogotá absolvió a Carlos Cárdenas del delito de homicidio agravado contra Colmenares por falta de pruebas, sin embargo, dejó establecido que la versión de Laura Moreno tenía al menos siete contradicciones de tiempo, modo y lugar el día de los hechos. Además, pidió que se descartara la tesis de la caída de la defensa y adujo que Luis Colmenares fue asesinado por terceros.

## Juicio de Laura Moreno y Jessy Quintero

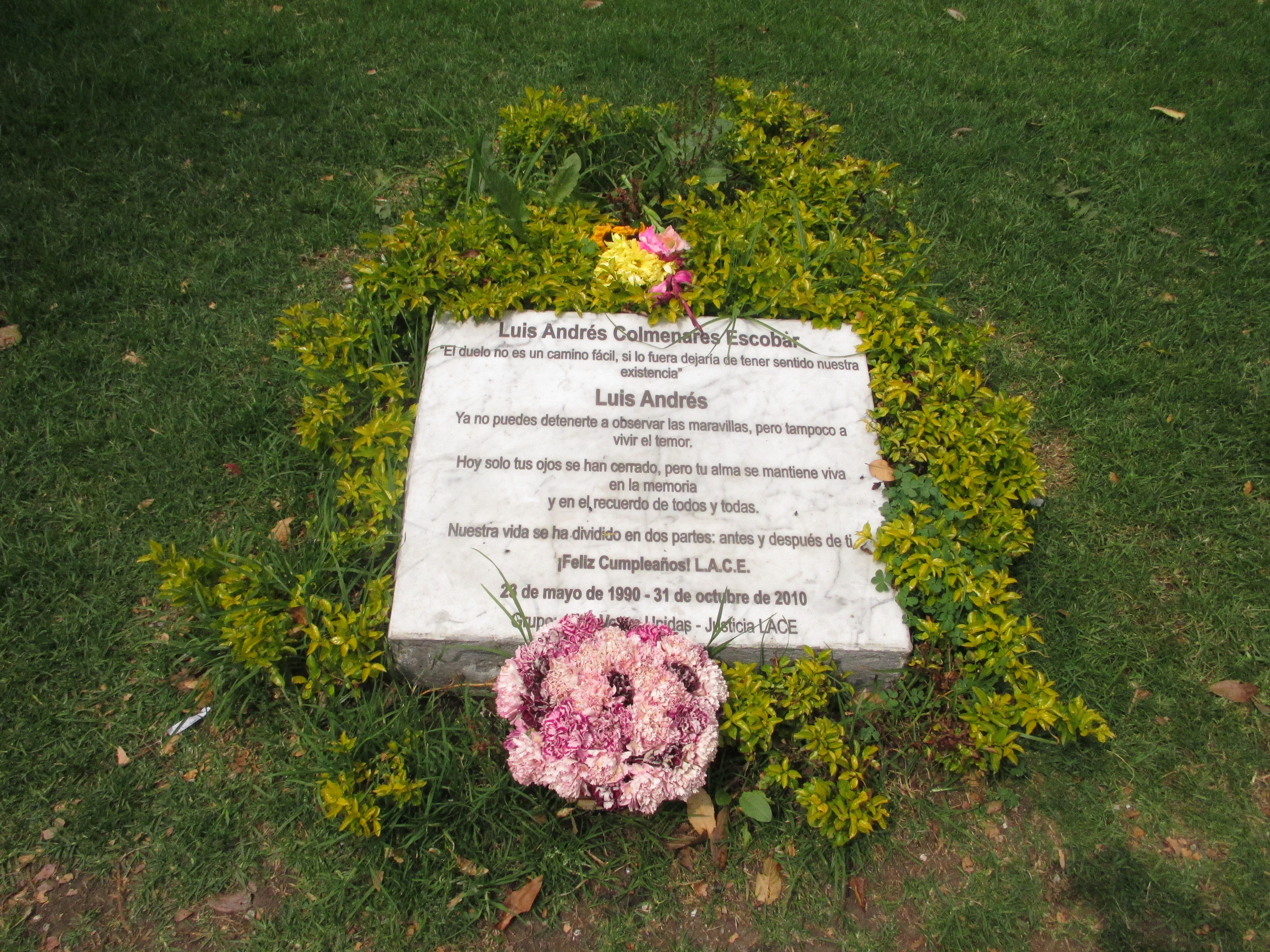
Placa conmemorativa en el parque El Virrey, donde falleció Luis Andrés Colmenares.

El 23 de noviembre del 2016 la fiscal encargada del caso solicitó condena a Laura Moreno y a Jessy Quintero por el homicidio de Luis Andrés Colmenares. El 20 de febrero de 2017 el juzgado falló a favor de las acusadas Laura Moreno y Jessi Quintero con las siguientes conclusiones: 
Al verificar las llamadas ...  se pudo ver, que estos testigos dijeron la verdad ya que sus llamadas, la duración, la ubicación desde donde se hicieron esas llamadas son concordantes con lo que narraron. 
Lo que narraron LAURA MORENO y JESSY MERCEDES QUINTERO a las autoridades demuestra concordancia y convergencia. Convergencia, a que hubo la búsqueda, a que todo el tiempo, estos muchachos se estuvieron comunicando y a que no hubo un espacio de tiempo, para ocultar, o transportar un cuerpo, pues todos estaban distraídos en la búsqueda de LUIS COLMENARES, e igualmente, no se les mintió a las autoridades, ni a los amigos.
Nunca en los juicios que ha llevado esta funcionaria judicial había estado sujeta a un ocultamiento de evidencia, cuyo origen está en el ente acusador (la fiscalía).
Hubo varios funcionarios que dijeron desde el principio, que aquí no hubo un homicidio, si se les hubiera hecho caso, no se hubiera gastado tanto tiempo en un juicio, donde ha quedado claro, que el ente acusador, en verdad nunca tuvo prueba alguna de dicho ilícito.
Está probado que recibió un proceso por fuera de la sala de audiencia, esto es, en los noticieros, los períodicos, redes sociales, que hizo ver algo que nunca se demostró en el juicio.

Entonces, al haber quedado demostrado, que la muerte de LUIS ANDRÉS COLMENARES ESCOBAR, no tuvo su origen en un homicidio, no hay otra alternativa que absolver a las acusadas de los cargos.

### Fracturas en el cráneo
El tema de las fracturas en el cráneo estuvo rodeado de controversia debido a las discrepancias entre los informes de la Fiscalía y a raíz de las diferentes interpretaciones de los expertos.
La autopsia del cuerpo fue realizado por la doctora Leslie Rodríguez, única experta en observar el cadáver fresco, quien encontró una sola fractura en la frente, pero su reporte explica no haber analizado los huesos de la cara (debajo de la región supraciliar). El doctor Máximo Duque realizó una necropsia sobre el cuerpo exhumado 9 meses después de fallecido y reportó 7 nuevas fracturas:
1. Zona frontal, lado derecho, zona media y zona izquierda.
2. Órbita derecha.
3. Órbita izquierda.
4. Nariz.
5. Maxilar derecho.
6. Zona maxilar debajo de la órbita izquierda.
7. Paladar.

Por su parte, la defensa presentó el testimonio del doctor Miguel Cecilio Botella, quién identificó las características de las fracturas como una fractura Le Fort III. Botella criticó fuertemente los procedimientos de exhumación realizados por Duque, además puso en duda algunas de las fracturas encontradas durante la necropsia. Según Botella, no todas las fracturas eran originales, sino producto de la manipulación del cadáver durante la exhumación y la necropsia. Botella expuso comparaciones de fotos tomadas durante la necropsia, en las que se podían apreciar fracturas de un hueso que aparecían en unas fotos y en otras no. También señaló ciertos fragmentos de huesos desaparecían a raíz de la manipulación de los restos:
"Con la manipulación durante la exhumación se causaron nuevas fracturas y pérdida de fragmentos de hueso que después se interpretaron de modo equivocado".

El juez determinó que sí existió alteración de la evidencia durante la segunda necropsia: 
"... se alteró la evidencia al ocasionar nuevas fracturas al macizo facial por el arrancamiento inapropiado del tejido momificado y que se perdieron varios pequeños fragmentos óseos. Pero en opinión de esta operadora judicial lo que resulta realmente reprochable es que el experto en lugar de dar cuenta de ello y advertir a la audiencia lo anterior, lo ocultó y lo utilizó para convencer en el juicio, que todos los hallazgos de la segunda necropsia eran originales y habían ocurrido en vida, cuando realmente sucedieron post-mortem."

#### Caída o golpes
Otro de los puntos de contención entre la Fiscalía y la defensa es la naturaleza de las fracturas en el cráneo. El experto de la Fiscalía, doctor Máximo Duque, declaró que "se encontraron lesiones en diferentes focos de fractura, es decir, son lesiones ocurridas en diferentes momentos". También afirmó que la carencia de lesión de golpe y contragolpe demostraban que se trataba de un golpe y no de una caída:
"Cuando la persona va en movimiento y golpea contra algo, el cerebro como que se frena súbitamente y se golpea y luego rebota y vuelve y se golpea en la parte contralateral, distinto a que la cabeza de la persona este [sic] quieta y un elemento venga y la golpee, en ese caso no se va a ver ese rebote del cerebro sino que solo está el trauma en la superficie en la piel o puede haber un fractura y se ve una contusión cerebral".
Por su parte, los expertos de la defensa argumentaron que las heridas sí eran compatibles con una caída. La doctora Yocasta Brugal consideró que las fracturas correspondían a irradiaciones del golpe inicial de una caída:
"Mi teoría es que fue un golpe de frente, se produjeron varias fracturas en la cara, un foco de impacto es el de la región supraciliar derecha, y hubo otros focos de contacto en otras regiones de la cara. Lo más probable es que es consecuencia de una caída".
Brugal explicó que es común no encontrar lesiones de contragolpe en casos de caídas, citando al autor famoso de patología forense Vincent Di Maio:
"...la contusión de contragolpe prácticamente nunca se ve en los lóbulos occipitales a pesar de la frecuencia que ocurre que el individuo caiga en su cara".
El odontólogo maxilofacial Germán Alfonso Aguilar Méndez explicó que es común que las fracturas en el cráneo se irradien:
"en el joven LUIS ANDRÉS COLMENARES ESCOBAR hay fracturas del seno frontal, es el golpe, la parte contundente del golpe y se correlaciona con lo que hay en la bibliografía que habla que en el 85% de los pacientes con trauma del seno frontal se presentan otras fracturas a nivel del macizo maxilofacial".
El doctor Miguel Botello, experto de la defensa, coincide con la teoría de una caída, y las fracturas observadas son todas relacionadas con un mismo único impacto de gran energía. Botello reconoció que existía un segundo evento que causó fracturas adicionales, pero acusó al doctor Duque de haber ocasionado estos daños a raíz de la "deficientísima manipulación del cadáver" durante la necropsia efectuada.

El juez determinó que la teoría de la Fiscalía fue desvirtuada por los expertos de la defensa y concluyó que: 
"el daño sufrido por Luis Andrés Colmenares es consistente con una caída sobre la cara y no con golpes propinados por terceros."

### Livideces y rigideces
Debido a la coagulación de la sangre, inicialmente la Fiscalía alegó que el cuerpo había  sido manipulado después de la muerte, ya que presentaba indicios de haber permanecido alrededor de 12 horas en posición decúbito supino (boca arriba), siendo que el cuerpo fue encontrado en el caño en posición decúbito prono (boca abajo). Sin embargo, la Fiscalía abandonó esta teoría después de que fuese fácilmente desacreditada por la defensa. El juez concluyó: Simplemente el cuerpo presentaba dos livideces porque estuvo inicialmente en posición decúbito prono, como fue encontrado por los bomberos, y posteriormente fue volteado en la morgue.

### Búsqueda del cuerpo
La búsqueda del cuerpo también fue tema de contención en el juicio. 

#### Ocultamiento
Los bomberos hicieron una búsqueda inicial del desaparecido alrededor de las 5 a. m. del 31 de octubre de 2010. Una segunda búsqueda fue realizada el mismo día en las horas de la noche, en la cual hallaron el cuerpo dentro del túnel del caño aproximadamente entre las 7:30 y 8:30 p. m., a unos 120 metros del lugar de la caída indicado por Laura Moreno, quién declaró que había ocurrido a la altura de la carrera 13a:
... llegaron a la Carrera 13A, pasaron frente al edificio Ecopetrol y llegaron a la esquina, donde quedaba el periódico El Heraldo. Luego estuvieron dialogando allí y llegaron hasta un sitio donde se ubica una banca en concreto, en cemento, ahí él le alza los brazos y arranca a correr hacia el lado donde se encuentra el caño, y que ella lo ve caer.
La acusación de la fiscalía sostenía que el hecho de no haber encontrado el cuerpo en la búsqueda inicial de las 5 a. m. y que después fuese encontrado en la noche del mismo día, demostraba que el cuerpo había sido ocultado en algún momento durante ese día.
La defensa desvirtuó esta teoría, la cual fue confirmada con un ejercicio de reconstrucción de hechos en el mismo túnel del parque El Virrey. En dicha reconstrucción se demostró que:
... la bombero, solo ingresó unos pocos metros ..., desde el sitio hasta donde logró ingresar con la cinta tubular, no pudo ver el cuerpo.

Igualmente, la cinta tubular que tenía la bombero se puedo ver que media tan solo 7.53 cms. Se estableció también que los pasos que tuvo que recorrer la bombero solo fueron 12 dentro del túnel y que estando en el paso 12, la bombero constato que no veía el lugar dónde estaba el cuerpo. En esa reconstrucción en punto de impugnación, la testigo dio cuenta que solo hasta el metro 15 a partir di ingreso al túnel, pudo observar un cuerpo.
El fallo concluyó que no hubo ocultamiento del cuerpo:
... La Fiscalía no demostró en qué momento hubo un ocultamiento del cuerpo, y menos, quiénes lo pudieron hacer y mucho menos, como supuestamente se hizo.

#### Arrastre por la corriente
La defensa presentó modelos matemáticos juntos con los datos meteorológicos de aquella noche para demostrar que el cuerpo podía haber sido arrastrado por la corriente de agua del caño, llevándolo del punto de caída al túnel donde fue encontrado:
1.- Según los cálculos teóricos, a partir de 0.4 m3/s, un cuerpo humano con las características físicas de COLMENARES, es arrastrado por las aguas del canal Virrey. Esto corresponde a una altura de lámina de agua de 21 centímetros y una velocidad de 1.7 m/s.
2.- Dado que octubre fue el mes más lluvioso del año 2010, que el 30 de octubre fue el día más lluvioso del mes y que según las estaciones vecinas y las imágenes satelitales, las lluvias más copiosas de ese día fueron en la madrugada del 31 de octubre, se concluye que en ese último periodo el canal disponía de abundante agua.

3.- Los cálculos tanto de la EAAB (Empresa de Acueducto, Alcantarillado y Aseo de Bogotá) como de Universidad del Valle muestran que para todos los escenarios considerados, el caudal presente en el momento de interés era mayor que el caudal crítico y por consiguiente suficiente para arrastrar el cuerpo considerado. Es así como el dictamen mostró que era altamente probable que hubiera ocurrido el arrastre del cuerpo de LUIS ANDRÉS COLMENARES ESCOBAR entre las 3:00 a.m. y las 4:00 a.m.

## En la cultura popular
- En mayo de 2019, Netflix lanzó la serie Historia de un crimen: Colmenares, basada en los hechos.[41]